# Estonia en el Festival de la Canción de Eurovisión Junior
Estonia es uno de los países participantes del Festival de Eurovisión Junior tras su debut en 2023.
Su puntuación media hasta 2024 es de 52 puntos.

## Historia
Eesti Rahvusringhääling (ERR), la radiodifusora pública estonia, emitió la primera edición del Festival de la Canción de Eurovisión Junior, es decir, la del año 2003. Sin embargo, dejó de hacerlo, aunque en 2015, Vladislav Yakovlev, director ejecutivo del evento entre 2013 y 2015, informó de que Estonia estaba interesada en competir, hecho que finalmente no ocurrió. Después, año tras año, ERR declaraba que no iba a debutar en el certamen, alegando, entre 2016 y 2022, motivos económicos. A pesar de ello, en 2022 se mostró abierta a una futura participación, produciéndose su debut en Niza 2023, el cual fue anunciado el 29 de agosto del mismo año junto a su primera representante, Arhanna Sandra Arbma.

## Participaciones
| 2023                 | Niza   | Arhanna   | «Hoiame Kokku» | 15 | 49 |
| 2024                 | Madrid | Annabelle | «Tänavad»      | 14 | 55 |
| No participó en 2025 |        |           |                |    |    |

## Portavoces
| Año  | Portavoz | 12 Puntos |
| ---- | -------- | --------- |
| 2024 | Arhanna  | Georgia   |
| 2023 | ???      | España    |

## Votación de Estonia
Hasta 2024, la votación de Estonia ha sido:
| Puntos otorgados | Puntos otorgados | Puntos otorgados |
| Pos.             | País             | Puntos           |
| ---------------- | ---------------- | ---------------- |
| 1                | Armenia          | 18               |
| 2                | España           | 17               |
| 3                | Francia          | 14               |
| 4                | Albania          | 13               |
| 5                | Georgia          | 12               |
| 6                | Ucrania          | 11               |
| 7                | Alemania         | 8                |
| 8                | Portugal         | 7                |
| 9                | Italia           | 6                |
| 9                | Reino Unido      | 6                |
| 10               | Polonia          | 2                |
| 10               | Malta            | 2                |

| Puntos recibidos | Puntos recibidos    | Puntos recibidos |
| Pos.             | País                | Puntos           |
| ---------------- | ------------------- | ---------------- |
| 1                | Francia             | 6                |
| 2                | Alemania            | 4                |
| 3                | Georgia             | 2                |
| 3                | Italia              | 2                |
| 3                | Macedonia del Norte | 2                |
| 3                | Reino Unido         | 2                |
| 4                | España              | 1                |
| 4                | Ucrania             | 1                |